# Raymond Bellot
Raymond Bellot (Alfortville, 9 giugno 1929 – Nantes, 24 febbraio 2019) è stato un calciatore francese, di ruolo centrocampista.

## Carriera
Giocò nella massima serie francese con le maglie di Racing Club, Tolosa, Monaco e Stade Français.